# Grabhügel auf dem Radberg

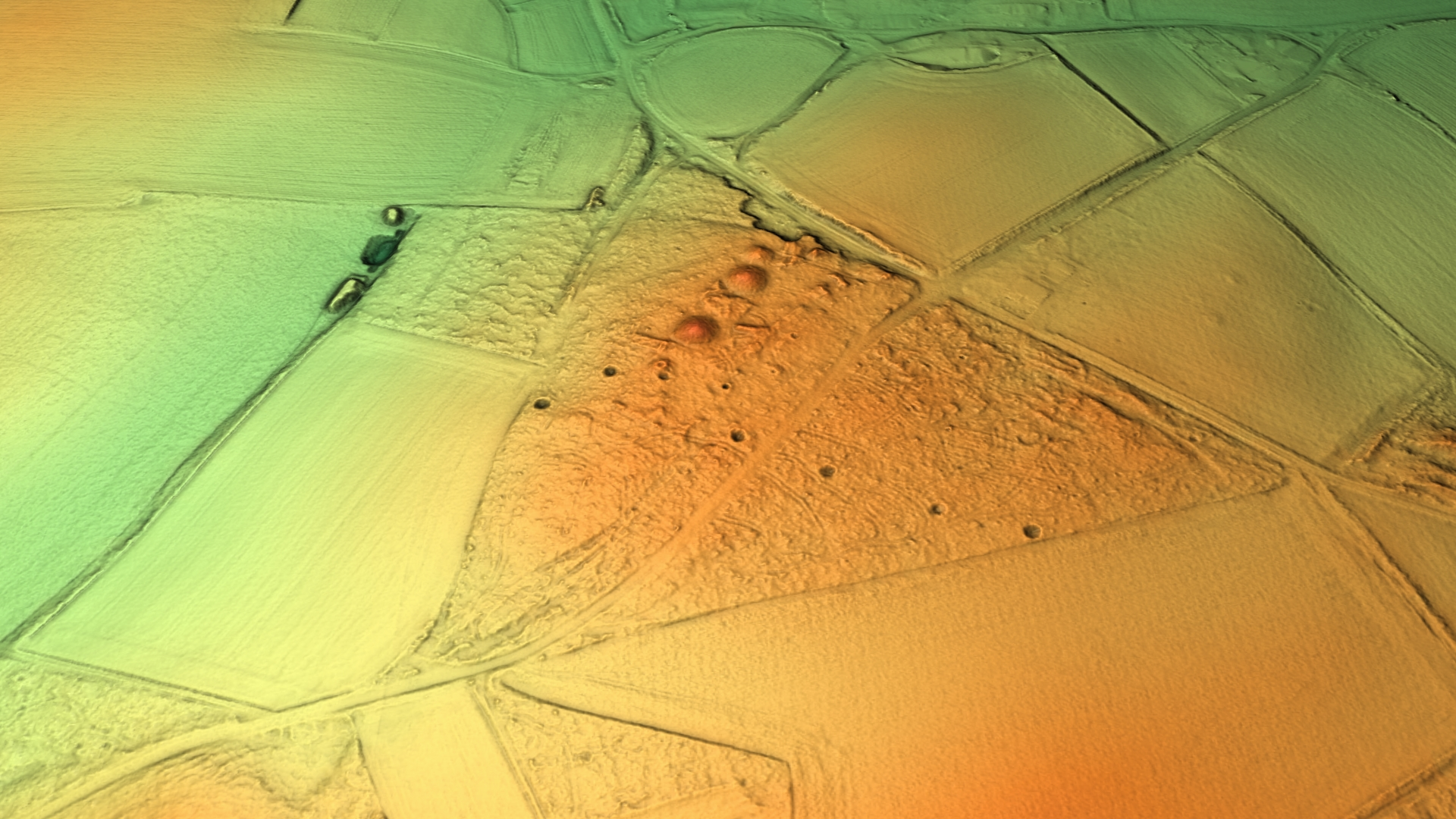
3D-Ansicht des digitalen Geländemodells

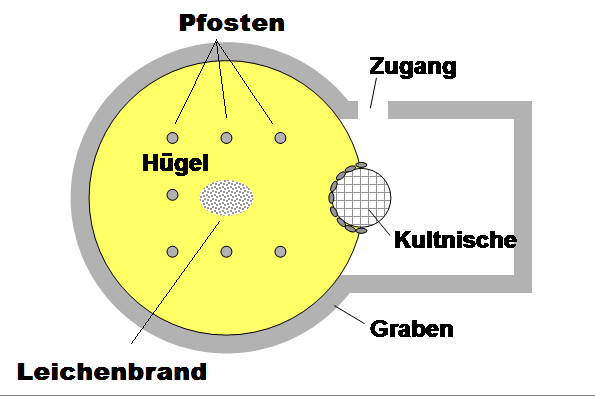
Grabhügel mit Schlüssellochgraben

Die zwischen 1926 und 1936 ausgegrabenen 149 Grabhügel auf dem Radberg bei Reken-Hülsten (Kreis Borken) in Nordrhein-Westfalen stammen primär aus dem Endneolithikum und der Bronzezeit. Der Archäologe Erich Schumacher fand 2005 bei Nachuntersuchungen der Funde heraus, dass der Radberg von der älteren Bronze- bis zur früheren Eisenzeit als Gräberfeld für Brandgräber genutzt wurde.

## Hügel III
Hügel III enthält zehn sichere Bestattungen, zumeist ohne datierende Beigaben. Der Grabschacht einhielt eine Grabgrube
von 2,6 × 1,2 × 0,65 m mit einer Hockerbestattung, Kopf im Westen, mit einer bronzenen Armspirale in einer Birkenrindenschachtel als
Beigabe. Nach Lanting (1973,306 f. Anm. 3) wurde durch dieses Grab ein älteres, möglicherweise endneolithisches Grab gestört, das
zwei Pfeilschaftglätter, zwei Pfeilspitzen aus Feuerstein, einen Klopfstein sowie einige Schaber enthielt.
In die gleiche Zeit gehört möglicherweise ein Becher mit geschweiftem Profil und senkrechtem Fiedermuster aus Fingernagelkerben. Mündungsdurchmesser etwa 10,0 cm, Höhe 9,5 cm.
Jünger sind zwei weitere Gefäße:
- Becher mit Standfuß und zwei Reihen umlaufender fingernagelgruben auf der Schulter. Mündungsdurchmesser etwa 12,0 cm, Höhe 15,3 cm. Der Becher war über Leichenbrand gestülpt.
- Unverzierter Becher mit Standfuß. Mündungsdurchmesser etwa 9,5 cm, Höhe 9,5 cm.

Die bronzezeitlichen Bestattungen umfassen ein Kreisgrabengräberfeld mit Urnengräbern, Pfosten oder Wällen und niedrigen Hügeln. Viele der Grabstellen auf dem Radberg werden von Nordwest-Südost orientierten runden, ovalen und so genannten Schlüssellochgräben umgeben, die für die jüngere Bronzezeit Westfalens charakteristisch sind. Grabhügel mit Schlüssellochgraben wurden hier 1926 erstmals freigelegt. Es war der Beginn der Erforschung der „Kreisgrabengräberfelder in Nordwestdeutschland“ die sich teilweise in Luftbildern erschließen lassen. Ein Grabhügel mit doppeltem Kreisgraben befindet sich ebenfalls auf dem Gräberfeld.